# Лето Атрід II
Лето Атрід II (в ін. перекладі «Літо», англ. Leto Atreides II) — другий син Муад'Діба і Чані. Бог-імператор, що правив Відомим Всесвітом протягом більше трьох тисяч років. Персонаж з'являється в книзі «Месія Дюни» новонародженим немовлям. У романі «Діти Дюни» Лето постає 8-річною дитиною, однак, завдяки пам'яті предків, по розуму він старший за всіх оточуючих.

## Предки
Лето син Пола Атріда і його наложниці, фрименки Чані. Близнючка Лето — його сестра, Ганіма.
По чоловічій лінії його предками були: кімек Агамемнон, його син, Воріан Атрід, що одружився з Веронікою Терг'єт. Прадід і прабаба — Пол Атрід I і леді Елена Рішез. Дід — їх син, Лето Атрід I, зачав сина, Пола Атріда (Муад'Діба) від наложниці, леді Марії (дочки Владіміра Харконнена і Гайус Хелен Мохіам).
По жіночій лінії — Пардот-Кайнес, його дружина, фрименка Фріетх (сестра Стілгара), їх син Лієт-Кайнз, його дружина Фарула і їх дочка — Чані.

## Суть Лето II
Сутність Лето II в молодості була злита воєдино з сутністю його далекого предка, що жив на Землі — Харума. Також Лето II міг спілкуватися з сутностями будь-якого з його предків. Від батька він перейняв дар подумки перебувати одночасно у багатьох місцях і бачити минуле, сьогодення і майбутнє як єдиний процес.
У результаті впливу Прянощі і генетичних відхилень, переданих Лето II батьками, він вже в утробі матері володів почуттям самосвідомості і життями-пам'яттю всіх своїх предків. Керуючи своїм метаболізмом, він вступив у симбіоз з «піщаною фореллю» — різновидом найпростіших істот, що мешкають в піску Дюни. «Форель» покрила його шкіру, а в подальшому привела до мутації всього тіла. Лето перетворювався в гігантського піщаного хробака протягом 3,5 тисяч років. Лише його смерть завадила остаточній метаморфозі. Новий вигляд Лето зробив його практично невразливим для будь-яких видів зброї. Через 3500 років з людського у нього залишилося обличчя, витончені руки і ноги-плавці, інше тіло виглядало як хробак.
В результаті пророчого дару Лето побачив "Золоту стежку" (або Золотий шлях) — життя людства як єдиного цілого — і приніс себе в жертву заради існування людей у майбутньому. Керуючи ключовим ресурсом імперії — «спайсом», він правив як тиран і втілював одному йому відомий план по збереженню «золотої стежки».

## Діяння
Організував навколо себе релігію Рибомовок.
Протягом останніх сотень років носив при собі пристрій, виготовлений майстрами з планети Ікс. Пристрій записував всі відчуття і думки Лето II. Записи були виявлені через кілька тисячоліть після смерті Лето II.
За час правління проводив свою програму схрещування людей на основі нащадків Ганіми Атрейдес, його сестри-близнюка, і її конкубіна Фарад'на Корріно. У підсумку він зумів вивести тип людей, яких не могли бачити в потоках часу. Перший представник роду, майбутнє якого Лето не міг бачити — Сіона Атрейдес.
Змовники і противники влади Лето II називали його Черв'яком за зовнішню схожість.

## Смерть Лето II
Загинув у результаті замаху на його життя, організованого Сионою Атрейдес і гхолою Дункана Айдахо. Причиною смерті Лето стала вода річки, в яку він впав з мосту, що обвалився. Після потрапляння у воду піщана форель, яка становила більшу частину тіла Лето, почала покидати його і поглинати воду. Через кілька тисяч років ця піщана форель, істотно розмножившись і ввібравши в себе воду з усієї планети Ракіс (тим самим перетворивши її в пустелю знову), перетворилася в гігантських піщаних черв'яків. Ці черв'яки відрізнялися підвищеним інтелектом, і Бене Гессерит побоювалися пробудження розуму Лето II в одному з них.

## Цікаві факти
- У книзі Half-Life 2: Raising the Bar дизайнер ігор Half-Life Тед Бекман згадує, що на величезну, червоподібну форму Радника його надихнув образ у творчості Френка Герберта — Лето Атрейдес II з книги «Бог-імператор Дюни».
- Savage Circus написали пісню Legend of Leto II в 2009 році, розповідає від особи самого Лето II, про роздуми над своїм життям і своїм призначенням.